# Cutia
Genre
Le genre Cutia comprend 2 espèces de Cuties, passereaux de la famille des Leiothrichidae. Depuis 2006, il est divisé en deux espèces.

## Liste des espèces
D'après la classification de référence (version 2.6, 2010) du Congrès ornithologique international (ordre phylogénique) :
- Cutia nipalensis – Cutie du Népal
- Cutia legalleni – Cutie de Le Gallen